# 모토미야역
모토미야역(일본어: 本宮駅)은 일본 후쿠시마현 모토미야시에 있는 동일본 여객철도 도호쿠 본선의 역이다. 단선 승강장과 섬식 승강장을 합친 복합 형태의 철도 역사이며, 고리야마역이 관리한다.

## 타는 곳
| 1 | ■ 도호쿠 본선 | (상행) | 고리야마 · 시라카와 방면                  |
| 2 | ■ 도호쿠 본선 |        | 대피선 (상행 11:33분 발, 하행 12:09분 발) |
| 3 | ■ 도호쿠 본선 | (하행) | 후쿠시마 · 시로이시 방면                  |

## 이용 현황
| 연도     | 하루 평균 승차 인원 |
| 2000년도 | 2,305               |
| 2001년도 | 2,257               |
| 2002년도 | 2,181               |
| 2003년도 | 2,144               |
| 2004년도 | 2,129               |
| 2005년도 | 2,058               |
| 2006년도 | 2,011               |
| 2007년도 | 1,960               |
| 2008년도 | 1,941               |
| 2009년도 | 1,933               |
| 2010년도 | 1,813               |
| -------- | ------------------- |

## 역 주변
- 모토미야 시청
- 선 라이즈 모토미야
- 아부쿠마강
- 국도 제4호선

## 인접 정차역
| 도호쿠 본선              | 도호쿠 본선   | 도호쿠 본선          |
| ------------------------ | ------------- | -------------------- |
| 고햐쿠가와 구로이소 방면 | ■ 도호쿠 본선 | 스기타 후쿠시마 방면 |